# السرب 107 (إسرائيل)
تشكل السرب 107 التابع للقوات الجوية الإسرائيلية، المعروف أيضاً باسم فرسان الذيل البرتقالي (بالعبرية: אבירי הזנב הכתום)، في 25 يناير 1953. كان السرب يُحلق بطائرات سوبرمارين سبتفاير في قاعدة رمات ديفيد الجوية. وعلى الرغم من حله بعد لمدة عام لاحقاً، فقد أُعيد تشكيله في الستينيات ويُحلق حالياً بطائرات إف-16 آي (صوفا) في قاعدة حتسريم الجوية.
خلال حرب أكتوبر خسر السرب خمسة من طائراته، منهم واحدة سقطت نتيجة نيران صديقة، لكنه لم يخسر أي طيارين. في 9 أكتوبر كُلف السرب بمهمة قصف مقر هيئة الأركان العامة السورية لكن السُحُب الكثيفة حالت دون تحديد موقع هيئة الأركان وكُلفت قوة أخرى من السرب 119 بمهمة القصف. وبدلاً من العودة قرر يفتاح سبيكتور، قائد القوة المهاجمة للسرب 107، مهاجمة أي هدف آخر واستطاعت القوة تحديد قوة مدرعة سورية في الجولان وقصفتها وبالرغم من نجاح سبيكتور في قصف الرتل السوري فقد تعرض للانتقادات داخل القوات الجوية الإسرائيلية.

## معرض الصور

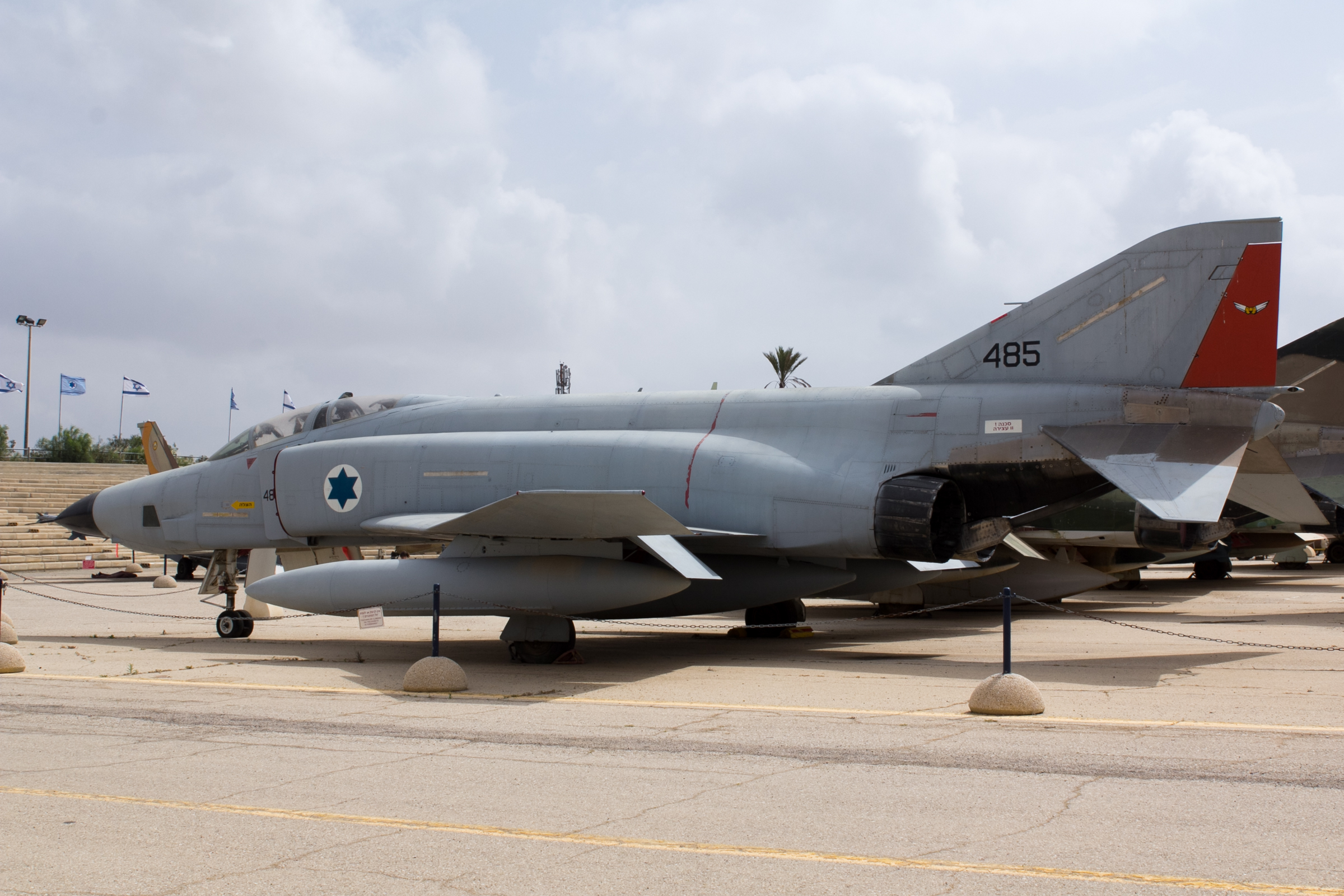
إف-4 فانتوم الثانية كانت تابعة للسرب 107 في متحف القوات الجوية الإسرائيلية بحتسريم
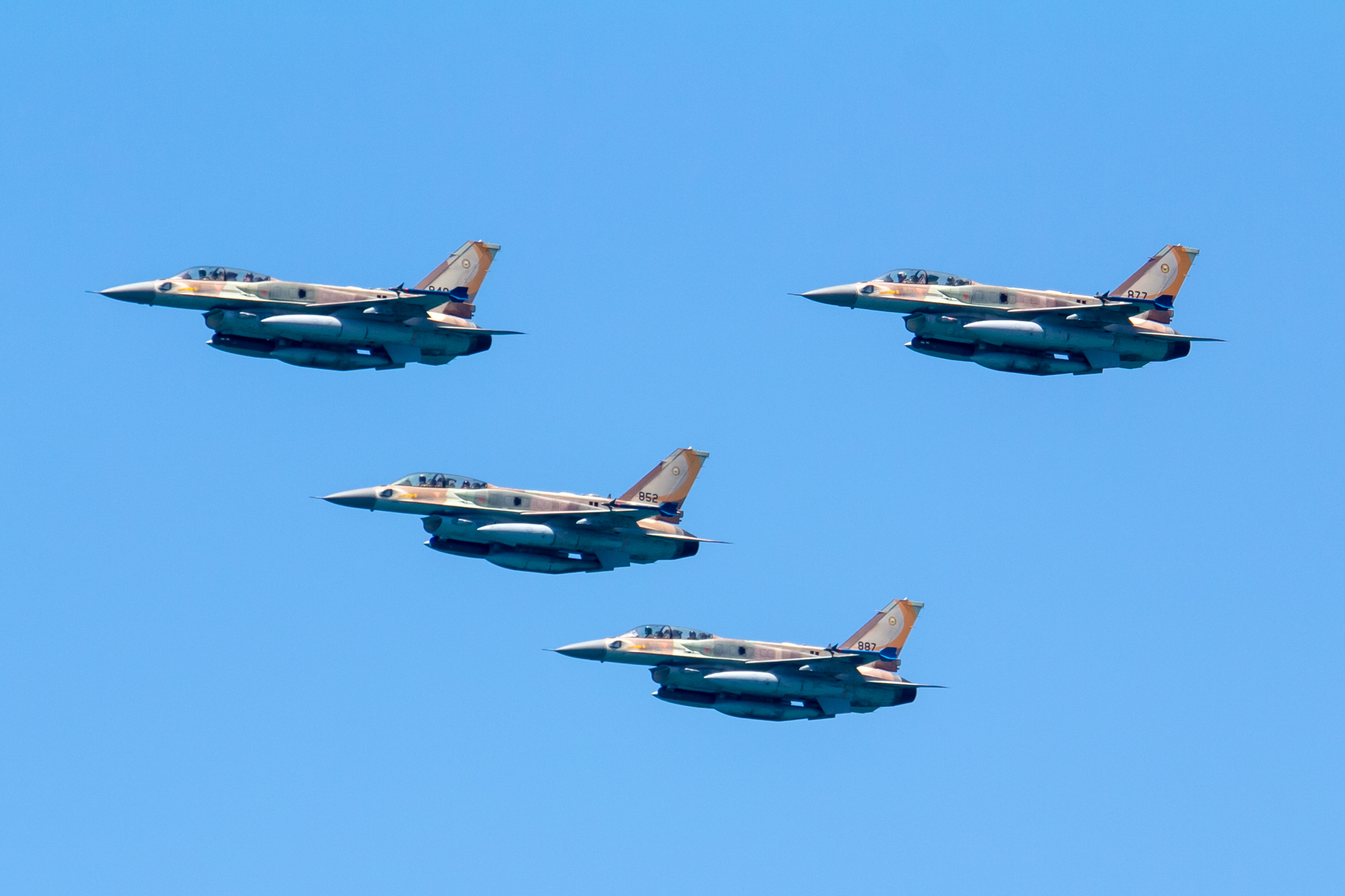
مقاتلات إف-16 آي (صوفا) تابعة للسرب 107 خلال احتفالات الذكرى الثامنة والستين بإعلان الاستقلال

## وصلات خارجية
- Global Security Profile
- Yaari، Yossi (3 سبتمبر 2013). "107 Squadron during the Yom Kippur War" (بالعبرية). www.fresh.co.il. مؤرشف من الأصل في 2019-04-05.